# Ljoedmila Ananka
Ljoedmila Arkadzewna Ananka (Wit-Russisch: Людміла Аркадзьеўна Ананька) (Grodno, 19 april 1982) is een Wit-Russische biatlete. Ananko vertegenwoordigde haar vaderland op de Olympische Winterspelen 2002 in Salt Lake City en de Olympische Winterspelen 2006 in Turijn. 

## Resultaten

### Olympische Winterspelen
| Jaar | Plaats         | Resultaten                                              |
| ---- | -------------- | ------------------------------------------------------- |
| 2002 | Salt Lake City | DNF 15 km individueel                                   |
| 2006 | Turijn         | 42e 7,5 km sprint DNF achtervolging 4e 4x6 km estafette |

### Wereldkampioenschappen
| Jaar | Plaats           | Resultaten |
| ---- | ---------------- | --- |
| 2003 | Chanty-Mansiejsk | DNF 15 km individueel 4e 4x6 km estafette                                                                       |
| 2005 | Hochfilzen       | 20e 7,5 km sprint · 18e 10 km achtervolging · 27e 12,5 km massastart · 48e 15 km individueel · 4x6 km estafette |
| 2005 | Chanty-Mansiejsk | 12e Gemengde estafette                                                                                          |
| 2006 | Pokljuka         | 24e Gemengde estafette                                                                                          |
| 2007 | Antholz          | 16e 15 km individueel 5e 4x6 km estafette                                                                       |

### Wereldbeker
Eindklasseringen
| Seizoen   | Algemeen | Individueel | Sprint | Achtervolging | Massastart |
| --------- | -------- | ----------- | ------ | ------------- | ---------- |
| 2003/2004 | 54e      |             |        |               |            |
| 2004/2005 | 59e      |             |        |               |            |
| 2005/2006 | 67e      |             |        |               |            |
| 2006/2007 | 35e      |             |        |               |            |
| 2007/2008 | 66e      |             |        |               |            |
| 2008/2009 | 77e      |             |        |               |            |
| 2009/2010 | 78e      |             |        |               |            |